# Rochille
La Rochille est un ruisseau français du département de la Dordogne, affluent de la Valouse et sous-affluent de la Dordogne par l’Isle.

## Géographie
Elle prend sa source à près de 325 mètres d'altitude sur la commune de Saint-Priest-les-Fougères, deux kilomètres environ au sud-est du bourg, près du lieu-dit Chantalouette.
Sur près d'un kilomètre, elle sert de limite entre les communes de Saint-Priest-les-Fougères et Jumilhac-le-Grand puis entre Jumilhac-le-Grand et Saint-Paul-la-Roche.
Elle rejoint la Valouse (à seulement 500 mètres de la jonction de celle-ci avec l'Isle) en rive gauche sur le territoire de Saint-Paul-la-Roche, deux kilomètres et demi au sud-sud-ouest du bourg, près du lieu-dit Lavaud, vers 175 mètres d'altitude.
Longue de 10,5 km, la Rochille possède un court affluent répertorié : le ruisseau de la Farge.

## Communes et canton traversés
À l'intérieur du département de la Dordogne, la Rochille n'arrose que trois communes, : Saint-Priest-les-Fougères, Jumilhac-le-Grand et Saint-Paul-la-Roche, toutes situées dans le canton de Jumilhac-le-Grand.

## Galerie

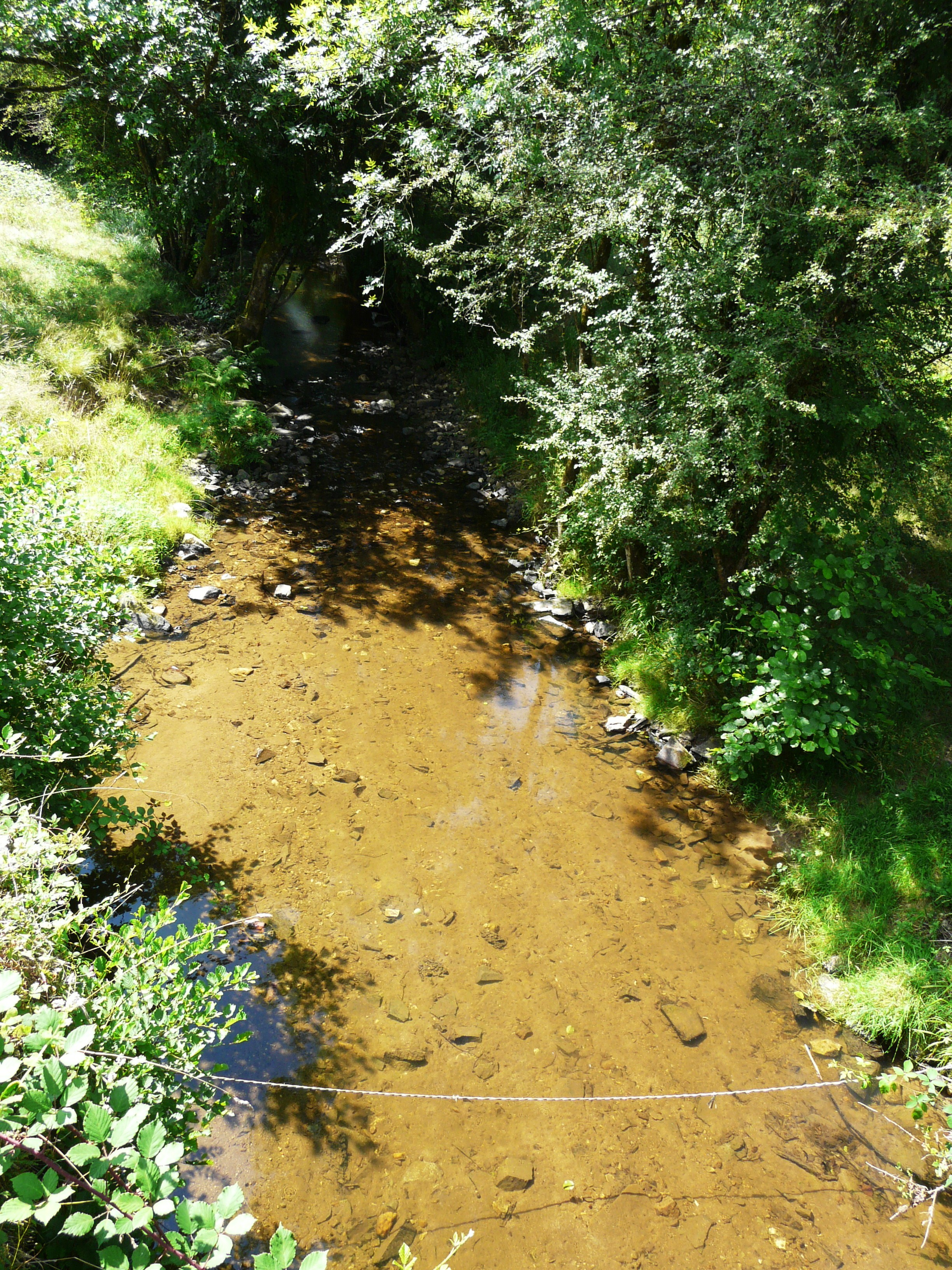
La Rochille au nord-ouest de Saint-Paul-la-Roche
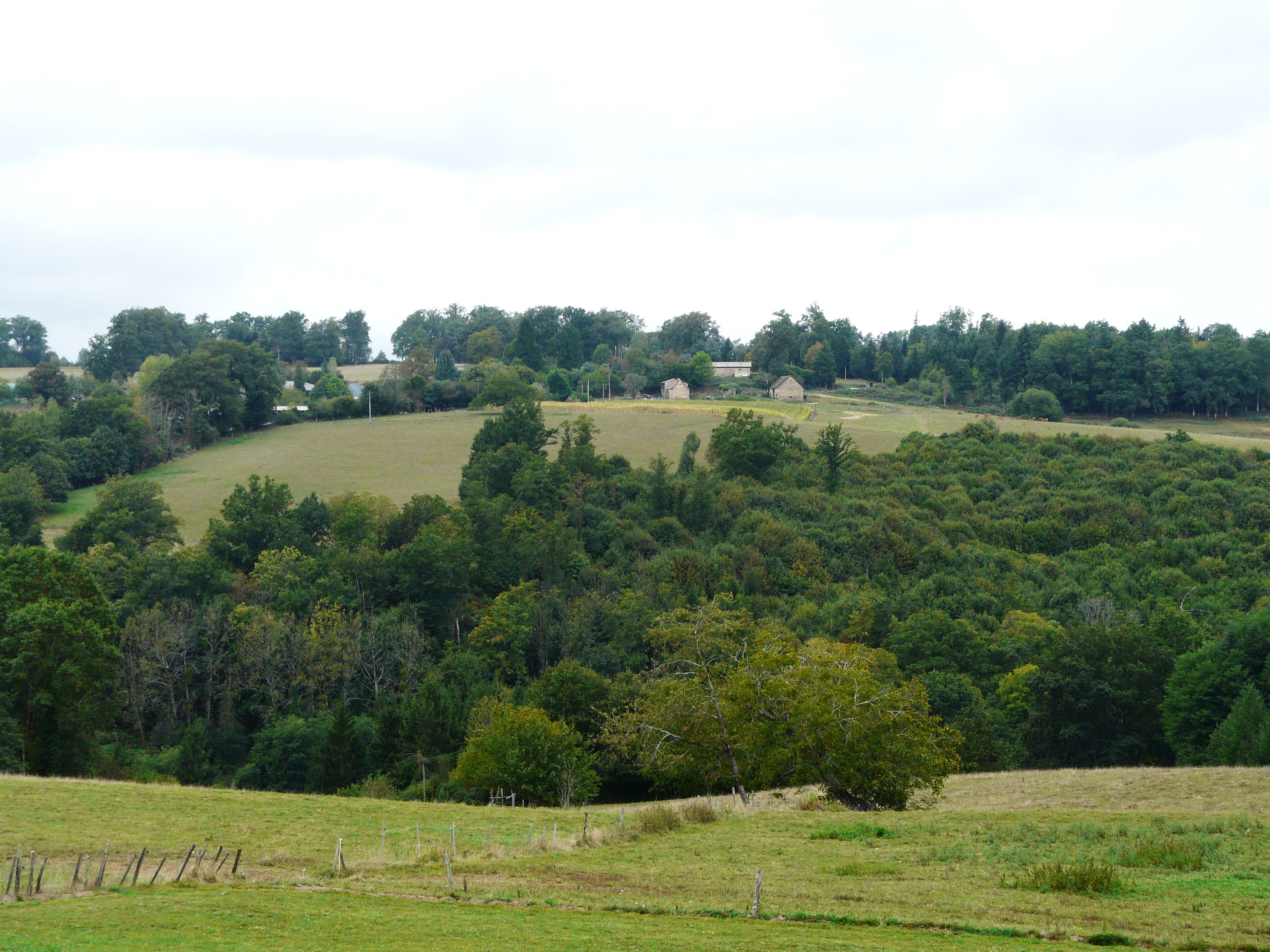
Le vallon de la Rochille vu depuis le bourg de Saint-Paul-la-Roche